# Tøyen (stacja metra)
Tøyen – podziemna stacja metra w Oslo leżąca na trasie Fellestunnelen (Wspólnego Tunelu). Stacja mieści się na Tøyen na terenie dzielnicy Gamle Oslo i została otwarta w dniu 22 maja 1966 roku.